# Cachoeiro de Itapemirim
Cachoeiro de Itapemirim es un municipio brasileño del estado de Espírito Santo. Es un centro internacional de rocas ornamentales.

## Geografía
Se localiza a una latitud 20º50'56" sur y a una longitud 41º06'46" oeste, estando a una altitud de 36 m s. n. m. Su población estimada en 2004 era de 191.033 habitantes.
Su superficie es de 892,9 km². Se encuentra en el sur del estado, en las márgenes del río Itapemirim. Es cariñosamente llamada La capital secreta del mundo.

## Personajes famosos
Cachoeiro de Itapemirim tiene hijos famosos como los cantantes Roberto Carlos y Sérgio Sampaio, el escritor Rubem Braga, el periodista Nico Gutiérrez y la naturista y bailarina Dora Vivacqua, más conocida como Luz del Fuego.

## Cachoeiro de Itapemirim Google Maps
- images Google Maps of Cachoeiro de Itapemirim

- Datos: Q1439193
- Multimedia: Cachoeiro de Itapemirim / Q1439193